# Chiesa di Santa Maria Assunta a Puglianella
La chiesa di Santa Maria Assunta è un edificio sacro che si trova in località Puglianella a Camporgiano.

## Storia e descrizione
Un'epigrafe entro una nicchia del lato destro recante la data 1591 e un fonte battesimale coevo testimoniano l'antichità dell'edificio. Ancora un'iscrizione ricorda un ampliamento del 1681, mentre di quello successivo, settecentesco, resta traccia evidente all'interno.
L'aula a una navata conserva begli altari laterali in marmo e scagliola: quello a destro è ornato con una pala in marmo ad altorilievo raffigurante Gesù Crocifisso fra la Madonna e santa Caterina d'Alessandria, datata 1766, mentre quello opposto presenta un dipinto con i Santi Nicola e Lucia che incornicia una nicchia nella quale è una scultura lignea rappresentante la Madonna col Bambino attribuita a Nino Pisano e da collocarsi cronologicamente verso il 1370. La scultura, tipica dello scultore pisano per la delicatezza e la delicata eleganza gotica della figura, è mancante di una porzione in basso e del piedistallo, ma la parte alta delle figure si presenta in buono stato di conservazione, come negli incarnati delicati e nelle preziose decorazioni della parte altra delle vesti.